# Stiftsgården i Rättvik

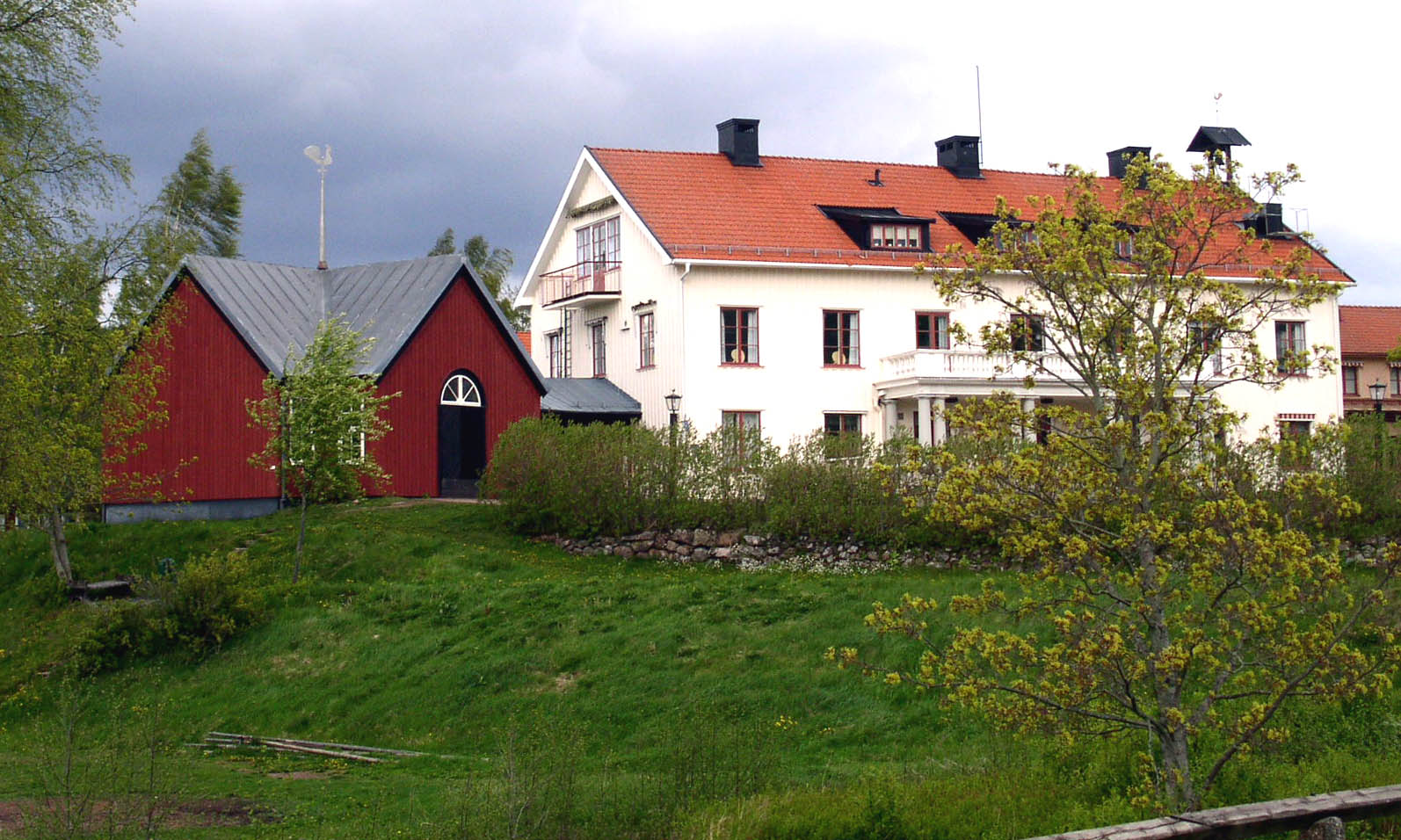
Stiftsgården med Enhetens kapell

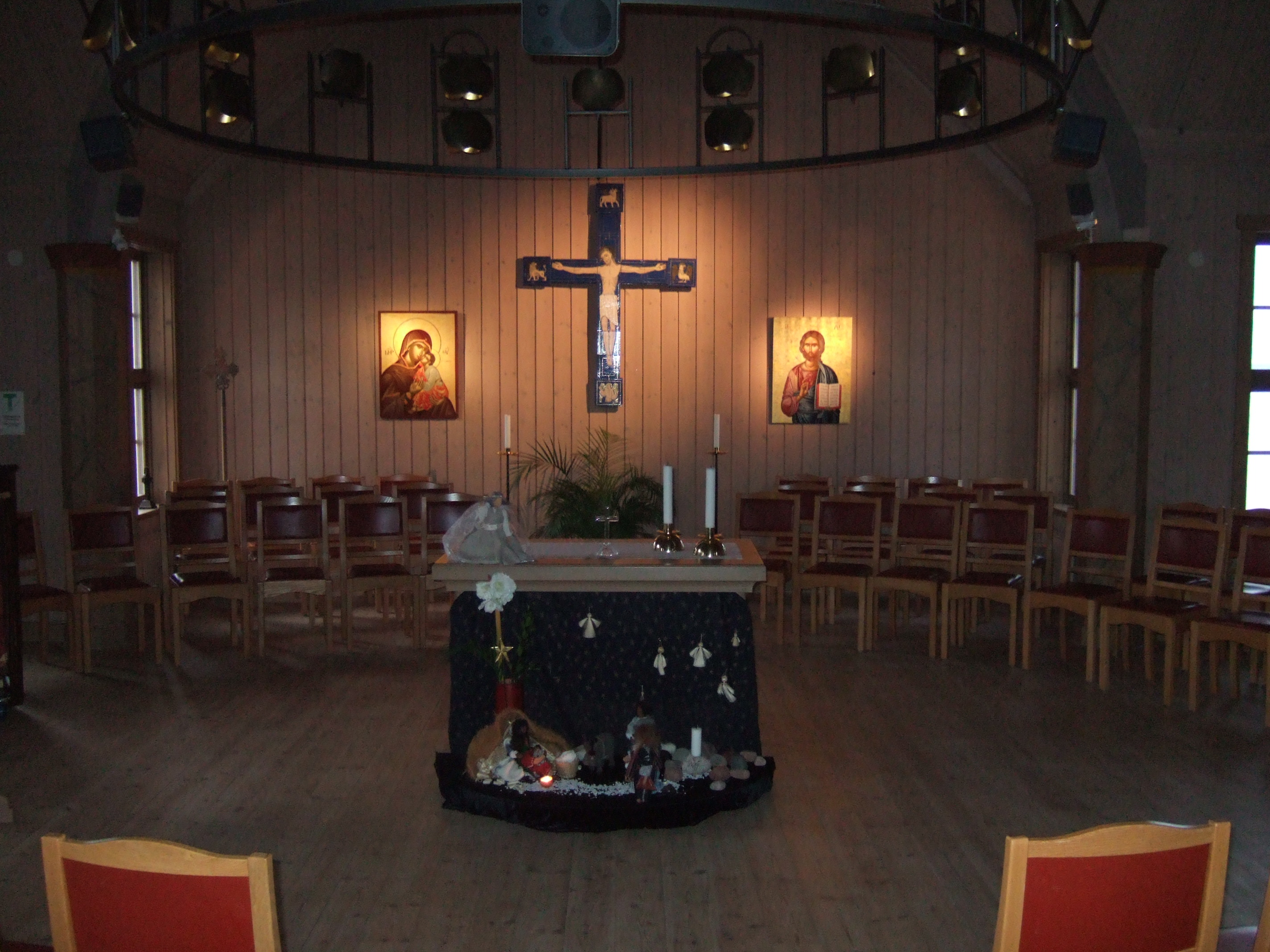
Interiörbild från Enhetens kapell, annandag jul 2006

Stiftsgården i Rättvik är en stiftsgård belägen invid Rättviks kyrka i Västerås stift. 
År 1942 inleddes verksamheten i det nuvarande församlingshemmet i Rättvik men i december 1945 överläts Rättviks gamla klockargård till stiftelsen i utbyte mot det som kom att bli församlingshem. Den grundläggande renoveringen och iordningställandet av gården tog flera år och invigningen ägde rum 5 april 1952 av biskop John Cullberg.
Stiftsgården är världens näst största kristna lägergård[källa behövs], efter Taizé. Dagliga bönetimmar och mässor firas i Stiftsgårdens eget kapell, Enhetens kapell. Många av Västerås stifts kurser förläggs hit. Ett omfattande ungdomsarbete bedrivs också och många konfirmandgrupper, främst från Västerås stift men även från andra delar av Sverige åker hit på konfirmandläger. [källa behövs], Föreståndare är sedan 2019 Pontus Gunnarsson, tidigare kyrkoherde i Hedemora-Garpenbergs församling.

## Kapellet
Enhetens kapell, med altaret i centrum, är öppen för besök och andakt. Kapellet är ritat av arkitekt Jerk Alton och invigdes 1981. På ena väggen hänger ett krucifix med motiv av den korsfäste Jesus samt symboler för de fyra evangelisterna. Korset är ritat av Jerk Werkmäster och tillverkat vid Nittsjö keramikfabrik. En takkrona och en ljusbärare är utformade av Thomas Hellström.  
Andakt hålls tre gånger per dag. 

## Föreståndare[3]
- 1946–1950: Lennart Åkerlund
- 1950–1952: Bror Linnman
- 1952–1975: Nils-Hugo Ahlstedt[4]
- 1976–1985: Jonas Jonsson
- 1985–1992: Rolf Larsson
- 1992–1998: Sven-Bernardh Fast
- 1998–2000: Margaretha Barkevall Lindborg
- 2000–2010: Christer Beijer[5]
- 2010–2016: Nils Åberg[5]
- 2016–2018: Roland Söderberg[6]
- 2019–ff: Pontus Gunnarsson